# Gabrielle Thomas
Gabrielle Thomas, född 7 december 1996, är en amerikansk friidrottare som tävlar i kortdistanslöpning.

## Studier
Thomas har kandidatexamen från Harvard University där hon studerade neurobiologi och global hälsa. I maj 2023 avslutade hon sin magisterexamen i epidemiologi vid University of Texas.

## Karriär
I augusti 2021 vid OS i Tokyo tog Thomas brons på 200 meter med tiden 21,87 sekunder. Hon var även en del av USA:s stafettlag tillsammans med Javianne Oliver, Teahna Daniels och Jenna Prandini som tog silver på 4 × 100 meter stafett. Vid olympiska sommarspelen 2024 tog hon tre OS-guld efter att ha vunnit 200 meter, 4 x 100 meter stafett damer och 4 x 400 meter stafett damer.

## Personliga rekord
| Utomhus - 100 meter – 11,00 (Eugene, 18 juni 2021) - 200 meter – 21,60 s (Eugene, 09 juli 2023) - 400 meter – 49.68 s (Austin, 29 april 2023) | Inomhus - 60 meter – 7,21 (Fayetteville, 24 januari 2021) - 200 meter – 22,38 (College Station, 10 mars 2018) - 400 meter – 54,50 (New York, 09 februari 2019) |